# Campionati del mondo di canottaggio 1999
I Campionati del mondo di canottaggio 1999 si sono tra il 22 e il 29 agosto a St. Catharines, in Canada.

## Medagliere
| Posizione | Paese         |    |    |    | Totale |
| --------- | ------------- | -- | -- | -- | ------ |
| 1         | Stati Uniti   | 6  | 3  | 1  | 10     |
| 2         | Germania      | 3  | 7  | 1  | 11     |
| 3         | Italia        | 3  | 0  | 2  | 5      |
| 4         | Romania       | 2  | 0  | 1  | 3      |
| 5         | Bielorussia   | 2  | 0  | 0  | 2      |
| 5         | Danimarca     | 2  | 0  | 0  | 1      |
| 7         | Australia     | 1  | 3  | 3  | 7      |
| 8         | Gran Bretagna | 1  | 4  | 0  | 5      |
| 9         | Svizzera      | 1  | 1  | 0  | 2      |
| 10        | Canada        | 1  | 0  | 3  | 4      |
| 11        | Nuova Zelanda | 1  | 0  | 0  | 1      |
| 11        | Slovenia      | 1  | 0  | 0  | 1      |
| 13        | Ucraina       | 0  | 2  | 0  | 2      |
| 14        | Francia       | 0  | 1  | 1  | 2      |
| 15        | Cina          | 0  | 1  | 0  | 1      |
| 15        | Cile          | 0  | 1  | 0  | 1      |
| 15        | Rep. Ceca     | 0  | 1  | 0  | 1      |
| 18        | Irlanda       | 0  | 0  | 2  | 2      |
| 18        | Russia        | 0  | 0  | 2  | 2      |
| 18        | Argentina     | 0  | 0  | 2  | 2      |
| 21        | Bulgaria      | 0  | 0  | 1  | 1      |
| 21        | Croazia       | 0  | 0  | 1  | 1      |
| 21        | Ungheria      | 0  | 0  | 1  | 1      |
| 21        | Paesi Bassi   | 0  | 0  | 1  | 1      |
| 21        | Norvegia      | 0  | 0  | 1  | 1      |
| 21        | Zimbabwe      | 0  | 0  | 1  | 1      |
| Totale    | Totale        | 24 | 24 | 24 | 72     |

## Podi

### Maschili
| Evento | Oro | Perform. | Argento | Perform. | Bronzo | Perform. |
| M1x    | Nuova Zelanda Rob Waddell | 6:36.68  | Svizzera Xeno Müller | 6:40.96  | Canada Derek Porter | 6:43.99  |
| M2x    | Slovenia Iztok Čop (b) Luka Špik (s) | 6:04.37  | Germania Sebastian Mayer (b) Stefan Roenhert (s) | 6:06.15  | Norvegia Fredrik Bekken (b) Olaf Tufte (s) | 6:06.20  |
| M4x    | Germania Marco Geisler (b) Andreas Hajek (2) Stephan Volkert (3) Andre Willms (s) | 6:24.37  | Ucraina Oleg Lykov (b) Oleksandr Marchenko (2) Leonid Shaposhnykov (3) Aleksandr Zazkalko (s)                                                                              | 6:27.39  | Australia Jason Day (b) Duncan Free (2) Peter Hardcastle (3) Stuart Reside (s) | 6:28.20  |
| M2+    | Stati Uniti James Neil (b) Philip Henry (s) Nicholas Anderson (c) | 6:48.56  | Germania Joerg Diessner (b) Enrico Schnabel (s) Felix Erdmann (c) | 6:48.81  | Argentina Damian Ordas (b) Walter Balunek (s) Patricio Mouche (c) | 6:56.07  |
| M2-    | Australia Drew Ginn (b) James Tomkins (s) | 6:19.00  | Francia Michel Andrieux (b) Jean-Christophe Rolland (s) | 6:22.21  | Croazia Oliver Martinov (b) Ninoslav Saraga (s) | 6:24.86  |
| M4-    | Gran Bretagna Ed Coode (b) James Cracknell (2) Matthew Pinsent (3) Steve Redgrave (s) | 5:48.57  | Australia Ben Dodwell (b) Bo Hanson (2) Geoff Stewart (3) James Stewart (s)                                                                                                | 5:50.11  | Italia Lorenzo Carboncini (b) Riccardo Dei Rossi (2) Valter Molea (3) Carlo Mornati (s) | 5:51.41  |
| M4+    | Stati Uniti Thomas Murray (canottiere statunitense) (b) Daniel Protz (2) Garrett Klugh (3) Jacob Wetzel (s) Sean Mulligan (c)                                                                             | 6:38.31  | Gran Bretagna Rick Dunn (b) Jonny Searle (2) Jonny Singfield (3) Graham Smith (s) Alistair Potts (c)                                                                       | 6:40.18  | Romania Ovidiu Cornea (b) Vasile Mastacan (2) Valentin Robu (3) Neculai Taga (s) Dumitru Răducanu (c) | 6:41.89  |
| M8+    | Stati Uniti Bryan Volpenhein (b) Robert Bob Kaehler (2) Peter Collins (3) Tom Welsh (4) Michael Wherley (5) Jeffrey Klepacki (6) Garrett Miller (7) Christian Ahrens (s) Pete Cipollone (c)               | 6:01.58  | Gran Bretagna Bob Thatcher (b) Ben Hunt-Davis (2) Fred Scarlett (3) Louis Attrill (4) Luka Grubor (5) Kieran West (6) Tim Foster (7) Steve Trapmore (s) Rowley Douglas (c) | 6:03.27  | Russia Sergei Matveyev (b) Alexander Litvinchev (2) Dmitri Kovalev (3) Vladimir Volodenkov (4) Andrei Glukhov (5) Dimitri Axenov (6) Nikolai Aksyonov (6) Pavel Melnikov (7) Dmitri Rozinkevich (s) Aleksandr Luk'janov (c) | 6:04.64  |
| LM1x   | Danimarca Karsten Nielsen | 6:47.97  | Rep. Ceca Michal Vabrousek | 6:51.14  | Ungheria Gergely Kokas | 6:53.14  |
| LM2x   | Italia Michelangelo Crispi (b) Leonardo Pettinari (s) | 7:12.46  | Australia Bruce Hick (b) Hamish Karrasch (s) | 7:15.95  | Germania Ingo Euler (b) Bernhard Ruehling (s) | 7:18.80  |
| LM4x   | Italia Simone Forlani (b), Daniele Gilardoni (2) Franco Sancassani (3) Mauro Baccelli (s) | 6:27.71  | Germania Manuel Brehmer (b) Franz Mayer (2) Dennis Niemeyer (3) Thorsten Schmidt (s)                                                                                       | 6:32.41  | Irlanda Neal Byrne (b) James Lindsay-Fynn (2) Noel Monahan (3) Gearoid Towey (s) | 6:32.81  |
| LM2-   | Italia Stefano Basalini (b) Paolo Pittino (s) | 7:28.35  | Cile Miguel Cerda Silva (b) Christian Yantani Garces (s) | 7:29.05  | Irlanda Neville Maxwell (b) Tony O'Connor (s) | 7:29.18  |
| LM4-   | Danimarca Eskild Ebbesen (b) Thomas Ebert (2) Victor Feddersen (3) Thomas Poulsen (s) | 6:45.63  | Australia Darren Balmforth (b) Simon Burgess (2) Anthony Edwards (3) Bob Richards (s)                                                                                      | 6:47.15  | Francia Jean-David Bernard (b) Xavier Dorfman (2) Yves Hocde (3) Laurent Porchier (s) | 6:47.35  |
| LM8+   | Stati Uniti Josh Cashman (b) Kevin Cotter (2) Eric Den Besten Tinholt (3) Sean Kammann (4) Christopher Chris Kerber (5) William Plifka (6) Gregory Ruckman (7) Nicholas Tripician (s) Alexey Salamini (c) | 5:34.43  | Gran Bretagna Phil Baker (b) Gareth Davis (2) Ned Kittoe (3) Mike Louzado (4) james McGarva (5) Nick Strange (6) Aidan Tucker (7) David Webb (s) ?? (c)                    | 5:36.08  | Italia Lorenzo Bertini (b) Filippo Dodero (2) Stefano Fraquelli (3) Carlo Grande (4) Andrea Lupini (5) Salvatore Messina (6) Marco Paniccia (7) Bruno Pasqualini (s) Antonio Cirillo (c)                                    | 5:36.93  |

### Femminili
| Evento | Oro | Perform. | Argento | Perform. | Bronzo | Perform. |
| W1x    | Bielorussia Ekaterina Karsten-Khodotovitch | 7:11.68  | Germania Katrin Rutschow | 7:14.70  | Bulgaria Rumyana Neykova | 7:17.02  |
| W2x    | Germania Kathrin Boron (b) Jana Thieme | 6:41.98  | Cina Lin Liu (b) Xiuyun Zhang (s) | 6:45.99  | Paesi Bassi Pieta van Dishoeck (b) Eeke van Nes (s) | 6:46.18  |
| W4x    | Germania Maren Derlien (b) Meike Evers (2) Kerstin El Qalqili-Kowalski (3) Manuela Lutze (s) | 7:06.53  | Ucraina Jana Kramarenko (b) Svitlana Mazij (2) Tatyana Osutuzhanina (3) Olena Morozova-Ronzhina (s)                                                                                    | 7:09.98  | Russia Oxana Dorodnova (b) Julia Levina (2) Larisa Merk (3) Olga Samulenkova (s) | 7:11.64  |
| W2-    | Canada Theresa Luke (b) Emma Robinson (s) | 7:00.85  | Germania Elke Hipler (b) Kathleen Naser (s) | 7:02.77  | Australia Kate Slatter (b) Rachael Taylor (s) | 7:03.83  |
| W4-    | Bielorussia Yuliya Bichyk (b) Elena Mikulitch (2) Olga Tratsevskaya (3) Marina Znak (s) | 6:26.25  | Germania Sandra Goldbach (b) Marita Scholz (2) Mira Van Daelen (3) Sonja Van Daelen (s)                                                                                                | 6:28.29  | Stati Uniti Sara Field (b) Tristine Glick (2) Wendy Wilbur (3) Maite Urtasun (s) | 6:31.15  |
| W8+    | Romania Georgeta Damian-Andrunache (b) Magdalena Dumitrache (2) Doina Ignat (3) Ioana Olteanu (4) Marioara Popescu (5) Doina Spircu-Craciun (6) Viorica Susanu (7) Aurica Bărăscu (s) Elena Georgescu-Nedelc (c) | 6:47.66  | Stati Uniti Torrey Folk (b) Amy Fuller (2) Sarah Jones (3) Katherine Maloney (4) Amy Marie Martin (5) Elisabeth McCagg (6) Linda Miller (7) Monica Tranel-Michini (s) Rajanya Shah (c) | 6:48.81  | Canada Buffy-Lynne Williams (b) Laryssa Biesenthal (2) Alison Korn (3) Theresa Luke (4) Heather McDermid (5) Emma Robinson (6) Dorota Urbaniak (7) Kubet Weston (s) Lesley Thompson-Willie (c) | 6:53.19  |
| LW1x   | Svizzera Pia Vogel | 7:33.80  | Stati Uniti Lisa Schlenker | 7:34.99  | Argentina Maria Garisoain | 7:35.81  |
| LW2x   | Romania Constanța Burcică (b) Camelia Macoviciuc (s) | 8:12.67  | Stati Uniti Christine Smith-Collins (b) Sarah Garner (s) | 8:16.30  | Australia Virginia Lee (b) Sally Newmarch (s) | 8:19.88  |
| LW4x   | Stati Uniti Molly Brock (b) Mary Angie Cummins (2) Sara Den Besten (3) Sherri Kiklas (s) | 7:17.82  | Germania Angelika Brand (b) Maja Tarmstadt (2) Anna Kleinz (3) Christine Morawitz (s)                                                                                                  | 7:20.19  | Canada Nathalie Benzing (b) Tracy Duncan (2) Katrina Scott (3) renata Troc (s) | 7:33.57  |
| LW2-   | Stati Uniti Linda Muri (b) Rachel Anderson (s) | 8:31.11  | Gran Bretagna Jane Hall (b) Milindi Myers (s) | 8:31.72  | Zimbabwe Nicola Davies(b) Jill Lancaster (s) | 9:00.98  |